# Carlos Augusto
Carlos Augusto Zopolato Neves (* 7. Januar 1999 in Campinas) ist ein brasilianischer Fußballspieler, der als Linksverteidiger für Inter Mailand und die brasilianische Nationalmannschaft spielt. Er zeichnet sich durch seine Defensivstärke, präzisen Flanken und Vielseitigkeit aus.

## Vereinskarriere

### Corinthians
Carlos Augusto begann seine Karriere im Alter von zwölf Jahren in der Jugendakademie von SC Corinthians in São Paulo. Dort entwickelte er sich zu einem der vielversprechendsten Talente des Vereins und war Teil der U20-Mannschaft, die 2017 die prestigeträchtige Copa São Paulo de Futebol Júnior gewann. Sein Profidebüt gab er am 8. Juli 2018 in einem Freundschaftsspiel gegen den Grêmio FBPA. Sein erstes Pflichtspiel bestritt er am 4. August 2018 gegen Athletico Paranaense. Insgesamt absolvierte er 32 Pflichtspiele für Corinthians und erzielte ein Tor. Mit dem Verein gewann er zweimal die Staatsmeisterschaft von São Paulo (2018, 2019) und erreichte das Finale der Copa do Brasil 2018.

### AC Monza
Am 28. August 2020 wechselte Carlos Augusto zum italienischen Aufsteiger AC Monza in die Serie B. Sein erstes Tor für Monza erzielte er am 12. Dezember 2020 gegen den FC Venedig. In der Saison 2020/21 etablierte er sich als Schlüsselspieler und war der jüngste Verteidiger der Liga, der ein Weitschusstor erzielte. Seine Leistungen brachten ihm eine Aufnahme in die „Elf der Saison“ der Serie B ein.
In der Saison 2021/22 trug er maßgeblich zum historischen Aufstieg von Monza in die Serie A bei. Sein Debüt in Italiens höchster Spielklasse gab er am 13. August 2022 gegen den FC Turin. Sein erstes Tor in der Serie A erzielte er am 9. Oktober 2022 gegen Spezia Calcio. Insgesamt absolvierte er 97 Spiele für Monza und erzielte elf Tore.

### Inter Mailand
Am 15. August 2023 wechselte Carlos Augusto auf Leihbasis zu Inter Mailand, mit einer Kaufoption, die im Sommer 2024 gezogen wurde. Sein erstes Tor für Inter erzielte er am 20. Dezember 2023 in der Coppa Italia gegen den FC Bologna. In der Saison 2023/24 trug er zum Gewinn der Serie A bei und erreichte mit Inter das Finale der UEFA Champions League 2024/25. Zudem gewann er mit Inter die Supercoppa Italiana 2023.

## Nationalmannschaft
Carlos Augusto wurde am 13. Dezember 2018 in den Kader der brasilianischen U20-Nationalmannschaft für die U20-Südamerikameisterschaft 2019 berufen. Er absolvierte sechs Spiele für die U20. Seine erste Berufung in die A-Nationalmannschaft erhielt er am 6. Oktober 2023 und debütierte am 17. Oktober 2023 bei der 0:2-Niederlage gegen Uruguay in der WM-Qualifikation. Bis November 2023 kam er auf zwei Einsätze für die Seleção.

## Spielstil
Carlos Augusto ist ein vielseitiger Verteidiger, der hauptsächlich als Linksverteidiger oder linker Schienenspieler eingesetzt wird, aber auch als Innenverteidiger agieren kann. Er wird für seine robuste Defensivarbeit, seine Körperbeherrschung und seine präzisen Flanken gelobt. Seine Fähigkeit, sich in offensive Aktionen einzuschalten, macht ihn besonders wertvoll in Systemen mit Flügelverteidigern, wie sie im italienischen Fußball häufig verwendet werden. Seine Ausdauer und taktische Disziplin haben ihn zu einem festen Bestandteil der Mannschaften gemacht, in denen er spielte.

## Persönliches
Carlos Augusto besitzt durch seine Urgroßeltern einen italienischen Pass, was ihm eine mögliche Berufung in die italienische Nationalmannschaft ermöglicht hätte. Bei den Fans von Monza ist er als „l’Imperatore“ (der Kaiser) bekannt, eine Anspielung auf den römischen Kaiser Augustus. Sein Engagement für soziale Projekte in seiner Heimatstadt Campinas wurde ebenfalls positiv hervorgehoben.

## Erfolge
Corinthians
- Staatsmeisterschaft von São Paulo: 2018, 2019
- Finalist der Copa do Brasil: 2018

Inter Mailand
- Serie A: 2023/24[21]
- Supercoppa Italiana: 2023[22]
- Finalist der UEFA Champions League: 2024/25[23]

Auszeichnungen
- Serie B Mannschaft der Saison: 2020/21[24]